# Dzwonkówka owłosiona

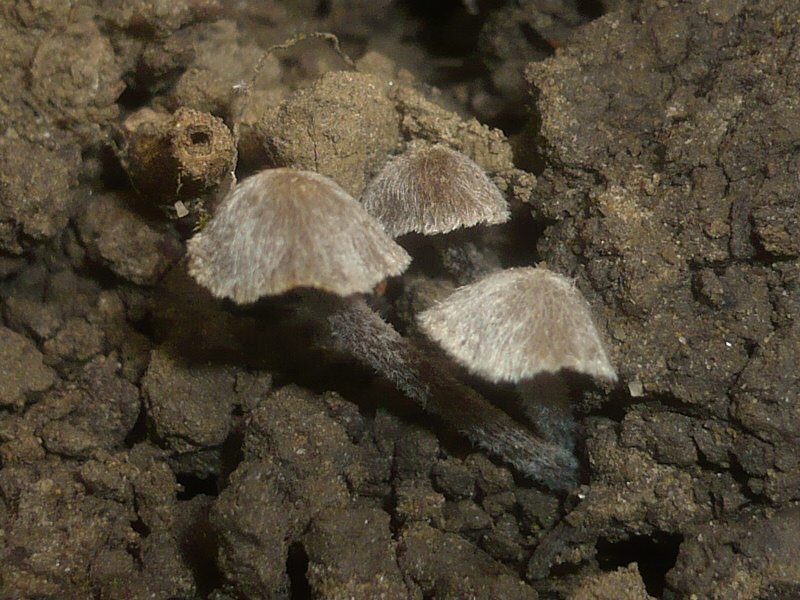

Dzwonkówka owłosiona (Entoloma dysthaloides Noordel.) – gatunek grzybów z rodziny dzwonkówkowatych (Entolomataceae).

## Systematyka i nazewnictwo
Pozycja w klasyfikacji według Index Fungorum: Entoloma, Entolomataceae, Agaricales, Agaricomycetidae, Agaricomycetes, Agaricomycotina, Basidiomycota, Fungi.
Po raz pierwszy opisał go w 1979 roku Machiel Evert Noordeloos. Synonim: Entoloma hirtum var. dysthaloides (Noordel.) Krieglst. 2003.
Nazwę polską zaproponował Władysław Wojewoda w 2003 r.

## Morfologia
Kapelusz
Średnica 3–15 mm, w młodych owocnikach stożkowato-dzwonkowaty, potem dzwonkowaty, w końcu wypukły. Brzeg prosty. Jest słabo higrofaniczny, w stanie wilgotnym od prześwitujących blaszek prążkowany do 1/2 promienia. Powierzchnia matowa, początkowo przylegająco włóknisto-łuseczkowata, z czasem białawe włókienka i łuski stają się odstające. Barwa od ciemnobrązowej do czarnobrązowej lub szarawa ze słabym winno-czerwonym odcieniem.
Blaszki
W liczbie 15–24, z międzyblaszkami (l = 1–3), średniogęste, przyrośnięte lub wykrojone, wybrzuszone, brązowo-szare z różowym odcieniem, czasami ciemniejsze od kapelusza. Ostrza poszarpane, tej samej barwy.
Trzon
Wysokość 15–60 mm, grubość 0,5–2 mm, cylindryczny, czasami giętki i nitkowaty o takiej barwie jak kapelusz, lub nieco jaśniejszy. Początkowo pełny, potem pusty. Powierzchnia brązowoszara, gęsto pokryta dwoma rodzajami włosków, ułożonymi podłużnie długimi, srebrzystymi i krótkimi, odstającymi, brązowymi. Podstawa pokryta odstającymi, brązowordzawymi łuskami.
Miąższ
O barwie od bladej do ciemnobrązowej, czasem z szarym odcieniem. W kapeluszu błoniasty, w trzonie łykowaty. Bez wyraźnego zapachu i smaku.
Cechy mikroskopowe
Zarodniki w widoku z boku wielokątne, o dość ostrych kątach i bladobrązowych ścianach. Mają wymiary 10,5–13,5 (–15,0) × 7,0–8,0 (-8,5) μm. Podstawki 4–zarodnikowe, ze sprzążkami, o rozmiarach 40–54 × 14–19 μm. Pomiędzy podstawkami nieregularnie cylindryczne, zagięte, czasami septowane cheilocystydy o wymiarach 26–60 × 15–28 μm, wąsko lub szeroko maczugowate, prawie cylindryczne lub jajowate, o zaokrąglonym lub tępym wierzchołku. Strzępki w skórce ułożone promieniście, wieloprzegrodowe, cylindryczne, stopniowo zwężające się ku końcom. Mają długość 25–110 μm, szerokość 10–36 μm u podstawy i 7–11 μm na wierzchołkach. Skórka trzonu zbudowana ze strzępek o grubości 4,5–10 μm zebranych w pęczki o długości do 400 μm. Grubo inkrustowany pigment występuje w skórce i tramie trzonu, kapelusza i blaszek. We wszystkich strzępkach brak sprzążek.
Gatunki podobne
Charakterystyczne cechy dzwonkówki owłosionej to owłosienie owocników różnorodnymi, inkrustowanymi włoskami i łuskami oraz drobne zarodniki. Entoloma dysthales ma dużo większe zarodniki, a Entoloma hirtum ma popielate owocniki, inaczej zbudowane włoski na trzonie, poza tym występuje na innych siedliskach. Entoloma romagnesii ma mniejsze, słabiej kątowe i bardziej cienkościenne zarodniki. Dzwonkówka oprószona (Entoloma pulvereum) ma masywniejsze, jaśniejsze owocniki z czerwonawymi włosami trzonu i mniejsze, słabiej kątowe i bardziej cienkościenne zarodniki.

## Występowanie i siedlisko
Występuje w Europie i Ameryce Północnej. W Europie jest szeroko rozprzestrzeniony – od Hiszpanii po północne krańce Półwyspu Skandynawskiego. Brak go w Anglii i Islandii. Według niektórych źródeł nie jest rzadki. W piśmiennictwie naukowym na terenie Polski do 2003 r. podano tylko jedno stanowisko (Zawoja, 1993 r.). W internetowym atlasie roślin podane jest jednak jego nowe stanowisko i gatunek ten zaliczony jest w nim do rejestru gatunków zagrożonych i chronionych. Znajduje się na listach gatunków zagrożonych także w Niemczech, Danii, Holandii, Norwegii.
Rośnie na ziemi w wilgotnych i cienistych miejscach, szczególnie w bagiennych olsach. Owocniki pojawiają się pojedynczo lub w grupach od lata do jesieni.